# 후암동
후암동(厚岩洞)은 서울특별시 용산구에 있는 행정동 및 법정동이다.

## 개요
후암동 이름은 마을에 ‘두텁바위’, 즉 둥글고 두터운 큰 바위가 있었던 데서 유래한다. 이 바위에는 인근에서 자손이 귀한 사람들이 찾아와 자손 얻기를 빌던 곳이다. 조선시대 초기에는 한성부 성저십리 지역이었고, 1751년(영조 27년)에 한성부 남부 둔지방 전생서 내계와 외계에 속하였다. 1914년, 경성부 서부에 편입되면서 ‘삼판통’으로 되었고, 1943년 용산구에 편입되어 1946년 후암동으로 바뀌었다. 법정동과 행정동명이 같다. 서울역이 인근에 있고, 후암로가 동의 남북으로 지나며, 남산순환로인 소월로가 북서쪽에서 남동쪽으로 지난다. 소월로는 시인 김정식의 호를 따서 1984년에 제정한 길의 이름이다.

## 법정동
- 후암동

## 교통
- 두텁바위로
- 소월로

## 명소
- 남산도서관
- 용산도서관
- 독일문화원

## 교육
- 서울후암초등학교
- 서울삼광초등학교

## 같이 보기
- 대한민국의 행정 구역